# Taking Chances
| Совокупная оценка    | Совокупная оценка |
| Источник             | Оценка            |
| -------------------- | ----------------- |
| Metacritic           | (53/100)          |
| Оценки критиков      |                   |
| Источник             | Оценка            |
| About.com            | [ 2 ]             |
| Allmusic             | [ 3 ]             |
| Amazon.com           | [ 4 ]             |
| Billboard            | (favorable)       |
| Boston Globe         | (favorable)       |
| Entertainment Weekly | C+                |
| The Globe and Mail   | [ 8 ]             |
| NOW Magazine         | [ 9 ]             |
| Rolling Stone        | [ 10 ]            |
| Slant Magazine       | [ 11 ]            |
| Toronto Star         | [ 12 ]            |
| USA Today            | [ 13 ]            |

Taking Chances — англоязычный студийный альбом канадской певицы Селин Дион, выпущенный 7 ноября 2007 года на CD и CD/DVD. Это 13-й англоязычный альбом певицы и 35-й в сумме. Коллекционное издание, которое содержит CD, DVD и духи в специальной упаковке, было выпущено в декабре 2007 года в Северной Америке и феврале 2008 в Европе. 21 апреля 2008 года новая «Deluxe» версия альбома была выпущена в Европе (помимо Франции); это издание включает в себя «Immensite», «Map to My Heart» и «Taking Chances (I-Soul extended remix)» в качестве бонусных треков.

## Список композиций
| №   | Название                      | Автор(ы)                                     | Длительность |
| --- | ----------------------------- | -------------------------------------------- | ------------ |
| 1.  | «Taking Chances»              | Кара Диогуарди, Дэвид А. Стюарт              | 4:02         |
| 2.  | «Alone»                       | Билли Стайнберг, Томас Келли                 | 3:23         |
| 3.  | «Eyes on Me»                  | Кристиан Лундин, Сэвен Котеча, Дельта Гудрем | 3:53         |
| 4.  | «My Love»                     | Линда Перри                                  | 4:08         |
| 5.  | «Shadow of Love»              | Андерс Багге, Альдо Нова, Петер Сьёстрём     | 4:10         |
| 6.  | «Surprise Surprise»           | Диогуарди, Мартин Хэррингтон, Эш Хоуэс       | 5:14         |
| 7.  | «This Time»                   | Дэвид Ходжес, Бен Муди, Стивен МакМоран      | 3:47         |
| 8.  | «New Dawn»                    | Перри                                        | 4:45         |
| 9.  | «A Song for You»              | Багге, Нова, Роберт Уэллс                    | 3:27         |
| 10. | «A World to Believe In»       | Тино Иццо, Росанна Чичиола                   | 4:08         |
| 11. | «Can't Fight the Feelin'»     | Нова                                         | 3:51         |
| 12. | «I Got Nothin' Left»          | Шеффер Смит, Чарльз Хермон                   | 4:20         |
| 13. | «Right Next to the Right One» | Тим Кристенсен                               | 4:10         |
| 14. | «Fade Away»                   | Пир Астром, Дэвид Шренмарк, Нова             | 3:17         |
| 15. | «That's Just the Woman in Me» | Кимберли Рью                                 | 4:33         |
| 16. | «Skies of L.A.»               | Кристофер Стюарт, Териус Нэш, Теддис Харрел  | 4:24         |

| №   | Название             | Автор(ы)                              | Длительность |
| --- | -------------------- | ------------------------------------- | ------------ |
| 17. | «Map to My Heart»    | Гай Рош, Шелли Пейкен                 | 4:15         |
| 18. | «The Reason I Go On» | Кристиан Леуцци, Нова, Андерс Боргиус | 3:42         |

| №   | Название                                 | Автор(ы)                         | Длительность |
| --- | ---------------------------------------- | -------------------------------- | ------------ |
| 17. | «Immensité»                              | Нина Бурауи, Жак Венерузо        | 3:34         |
| 18. | «Map to My Heart»                        | Гай Рош, Шелли Пейкен            | 4:15         |
| 19. | «Taking Chances» (I-Soul extended remix) | Кара Дио Гуарди, Дэвид А. Стюарт | 7:33         |

| №  | Название                                                          | Длительность |
| -- | ----------------------------------------------------------------- | ------------ |
| 1. | «Exclusive sneak preview from «Live in Las Vegas - A New Day...»» |              |
| 2. | «The Power of Love»                                               |              |
| 3. | «I Drove All Night»                                               |              |
| 4. | «I Surrender»                                                     |              |
| 5. | «I Wish»                                                          |              |

| №  | Название                      | Длительность |
| -- | ----------------------------- | ------------ |
| 1. | «That's Just the Woman in Me» |              |
| 2. | «Alone»                       |              |
| 3. | «Eyes on Me»                  |              |
| 4. | «A Song for You»              |              |
| 5. | «Surprise Surprise»           |              |
| 6. | «A World to Believe In»       |              |

| №  | Название                         | Автор(ы)                                                      | Длительность |
| -- | -------------------------------- | ------------------------------------------------------------- | ------------ |
| 1. | «If You Asked Me To»             | Дайан Уоррен                                                  | 3:55         |
| 2. | «The Power of Love»              | Кэнди ДеРуж, Гюнтер Менде, Мэри Сюзан Эпплгейт, Дженнифер Раш | 5:43         |
| 3. | «Because You Loved Me»           | Дайан Уоррен                                                  | 4:35         |
| 4. | «It's All Coming Back to Me Now» | Джим Стейнман                                                 | 7:37         |
| 5. | «All by Myself»                  | Эрик Кармен, Сергей Рахманинов                                | 5:12         |
| 6. | «My Heart Will Go On»            | Джеймс Хорнер, Уилл Дженнингс                                 | 4:41         |
| 7. | «That's the Way It Is»           | Кристиан Лундин, Макс Мартин, Андреас Карлссон                | 4:03         |
| 8. | «I Drove All Night»              | Билли Стайнберг, Томас Келли                                  | 4:00         |